# Prosumer (DJ)
Prosumer (eigentlich Achim Brandenburg; * 20. Mai 1977 in Saarbrücken) ist ein deutscher DJ und Musikproduzent der Elektronischen Tanzmusik.

## Leben
Achim Brandenburg wuchs im saarländischen St. Ingbert auf. In den 1990er Jahren prägte ihn das Saarbrücker Nachtleben, speziell die dort populäre House-Music. Auch arbeitete er im dortigen Plattenladen Hard Wax.  1999 siedelte er nach Berlin über, wo er kurzzeitig als Werbe-Grafiker arbeitete. Erste Tracks wurden veröffentlicht. In der Panorama Bar sprang er kurzfristig für den erkrankten Ata ein und wurde so zum Resident-DJ. Seit 2005 arbeitet er mit Murat Tepeli zusammen, mit dem er das Label Potion gründete. 2012 zog Prosumer nach Edinburgh.

## Diskografie (Auswahl)

### Alben
- 2008: Serenity (mit Murat Tepeli), Ostgut Ton

### DJ-Mixe
- 2007: RA.070, Resident Advisor
- 2011: Panorama Bar 03, Ostgut Ton
- 2014: Fabric 79

### Singles
- 2004: Newborn, 240 Volts
- 2005: The Craze, Playhouse
- 2007: Brownstone, Running Back